# Un segreto nel cuore
Un segreto nel cuore (A Bend in the Road) è un romanzo scritto da Nicholas Sparks nel 2001, pubblicato dall'editore Frassinelli.

## Trama
Il protagonista, Miles, è un vice-sceriffo, tormentato dalla morte della moglie per un incidente stradale di cui ancora non ha trovato il colpevole, che si fa forza per accudire suo figlio Jonah. Quest'ultimo è ancora molto sconvolto dalla perdita della madre: ogni notte fa degli incubi e si sveglia piangendo e a scuola ha dei grossi problemi.
Uno spiraglio però c'è: nelle loro vite entra Sarah, la nuova maestra, che si prende a cuore Jonah e lo aiuta ad affrontare i suoi problemi.
I suoi tanti incontri con il bambino saranno un motivo per potersi incontrare, così tra Miles e Sarah nasce qualcosa, ma anche lei ha un passato burrascoso con il quale fare i conti. Prima di lasciarsi andare dovranno risolvere tutti i problemi che il passato gli ha lasciato nelle anime.
Riusciranno ad abbandonarsi l'uno all'altra, a costruirsi una nuova vita e ad abbandonarsi alle spire dell'amore?
Un dolce romanzo dove entrambi i protagonisti hanno dei segreti da affrontare.

## Edizioni
- Nicholas Sparks, Un segreto nel cuore, traduzione di Alessandra Petrelli, Frassinelli, 2001, ISBN 88-7684-666-2.